# Jan Pomorski
Jan Andrzej Pomorski (ur. 16 maja 1954 w Lublinie) – polski historyk i nauczyciel akademicki, profesor nauk humanistycznych.

## Życiorys
Ukończył I Liceum Ogólnokształcące im. Stanisława Staszica w Lublinie, a w 1976 historię oraz filozofię na Uniwersytecie Marii Curie-Skłodowskiej w Lublinie. Doktoryzował się w 1980 na Uniwersytecie im. Adama Mickiewicza w Poznaniu na podstawie pracy wydanej później w formie książkowej pt. W poszukiwaniu modelu historii teoretycznej. Stopień doktora habilitowanego uzyskał na macierzystej uczelni w 1986 w oparciu o rozprawę zatytułowaną Paradygmat „New economic history”. Studium z teorii rozwoju nauki. W 1993 otrzymał tytuł profesora nauk humanistycznych.
Od 1976 zawodowo związany z Instytutem Historii UMCS, od 1998 jako profesor zwyczajny. W 1987 został kierownikiem Zakładu Metodologii Historii. Pełnił funkcję prorektora uniwersytetu ds. ogólnych (1999–2004). Wykładał także na Uniwersytecie Warszawskim, na którym w latach 90. kierował Katedrą Metodologii Historii. Był pracownikiem naukowym w Wyższej Szkole Humanistyczno-Ekonomicznej w Łodzi i rektorem tej uczelni. Pracował również w Szkole Wyższej Psychologii Społecznej w Warszawie.
W pracy naukowej zajął się historią historiografii, metodologią historii, filozofią nauki, a także neuronauką. Został przewodniczącym Komisji Metodologii Historii i Dziejów Historiografii Komitetu Nauk Historycznych PAN. Wybrano go także na członka tego gremium na kadencję 2020–2023. Był organizatorem Kongresu Rektorów Uniwersytetów Europejskich z okazji poszerzenia Unii Europejskiej „Higher Education for United Europe” (2004) i przewodniczącym Komitetu Organizacyjnego XX Powszechnego Zjazdu Historyków Polskich „Wielka zmiana. Historia wobec wyzwań…” (2019). Powołany w skład Komisji Ewaluacji Nauki MNiSW.
Członek Polskiego Towarzystwa Historycznego, Polskiego Towarzystwa Filozoficznego i Lubelskiego Towarzystwa Naukowego. Współtwórca i pierwszy przewodniczący Rady Naukowej Instytutu Europy Środkowo-Wschodniej w Lublinie. Związany z Fundacją im. Lesława Pagi, objął funkcję prezesa rady tej fundacji.

## Odznaczenia
- Krzyż Komandorski Orderu Odrodzenia Polski nadany przez prezydenta Andrzeja Dudę (2019)[4][5]
- Krzyż Kawalerski Orderu Odrodzenia Polski nadany przez prezydenta Bronisława Komorowskiego (2012)[6]
- Złoty Krzyż Zasługi (2004)[7]

## Wybrane publikacje
- W poszukiwaniu modelu historii teoretycznej, Lublin: Wydawnictwo Uniwersytetu Marii Curie-Skłodowskiej 1984.
- Paradygmat „New economic history”. Studium z teorii rozwoju nauki historycznej, Lublin: Wydawnictwo Uniwersytetu Marii Curie-Skłodowskiej 1985.
- Społeczna funkcja historii a współczesność (red. wspólnie z Zygmuntem Mańkowskim), Lublin: Wydawnictwo Uniwersytetu Marii Curie-Skłodowskiej 1985.
- Profile nauki o książce (red.), Lublin: Wydawnictwo Uniwersytetu Marii Curie-Skłodowskiej 1988.
- Metodologiczne problemy narracji historycznej, Lublin: Wydawnictwo Uniwersytetu Marii Curie-Skłodowskiej 1990.
- Historyk i metodologia, Lublin: Wydawnictwo Uniwersytetu Marii Curie-Skłodowskiej 1991.
- Światopoglądy historiograficzne (red.), Lublin: Wydawnictwo Uniwersytetu Marii Curie-Skłodowskiej 2002.
- Pamięć i polityka historyczna. Doświadczenia Polski i jej sąsiadów (red. wspólnie ze Sławomirem M. Nowinowskim i Rafałem Stobieckim), Łódź: Wydawnictwo Naukowe Ibidem – Instytut Pamięci Narodowej 2008.
- Spoglądając w przeszłość. Studia i szkice metahistoryczne, Lublin: Wydawnictwo Uniwersytetu Marii Curie-Skłodowskiej 2017.
- Homo metahistoricus. Studium sześciu kultur poznających historię, Lublin: Wydawnictwo Uniwersytetu Marii Curie-Skłodowskiej 2019.